# Libertas ecclesiae
Libertas ecclesiae (Latijn voor de vrijheid van de kerk)  is een pauselijke bul, uitgevaardigd in 1079 door paus Gregorius VII, waarin bepaald werd, dat het pontificaat niet langer viel onder de controle van de keizer van het Heilige Roomse Rijk, noch onder elke wereldlijke macht. 

## Geschiedenis
Tot aan 1059 was de keuze van een paus weggelegd voor de wereldlijke heersers. In de 10e eeuw en begin 11e eeuw werd veelal een kandidaat gekozen uit adellijke kring (uit bijvoorbeeld het huis van Tusculum) en moest de kandidatuur voorgelegd worden aan de keizer voor zijn toestemming. Met zijn bul In Nomine Domini had paus Nicolaas II in 1059 al bepaald, dat de keuze van een nieuwe paus in eerste instantie een zaak was van de kardinaal-bisschoppen.
Toch ging deze hervorming in de ogen van de kerkleiders (en hervormers) niet ver genoeg. Zo bleef in Duitsland de keuze van nieuwe bisschoppen een keizerlijke aangelegenheid.
Met de bul Libertas ecclesiae werd de basis gelegd voor de zelfstandigheid van de kerkelijke staat en de onafhankelijkheid daarvan van elke wereldlijke macht. Door deze zelfstandigheid kon de kerk zelf haar oordeel vellen over het optreden van wereldlijke leiders en deze leiders eventueel niet erkennen en/of excommuniceren.
Door deze bul werd ook de geestelijke zuiverheid nagestreefd, vrij van sodomie en onzedig gedrag (niet naleven van het celibaat), die voor velen een doorn in het oog was, en al geleid had tot hervormingsbewegingen, waaronder de Pataria-beweging in Milaan, waarmee paus Gregorius in zijn functie als aartsbisschop sympathiseerde.